# Жак де Лажу молодший
Жак де Лажу́ моло́дший (фр. Jacques de Lajoüe 1686, Париж — 1761, Париж) — французький художник доби пізнього бароко і рококо.

## Передумови народження рококо і П'єр Кроза
Антуан Ватто разом з італійкою художницею Розальбою Кар'єрою стояв біля витоків стилю рококо. Цьому всіляко сприяв найбільший і могутніший з меценатів доби — мільйонер П'єр Кроза. Піклуючись про відлюдкуватого і хворобливого художника, Кроза забрав його в свій паризький палац, де той отримав житло, стіл і, ймовірно, вперше достатні умови для творчості. З цього часу картинами Ватто почали прикрашати палаци вельмож, адже сюжетами його картин стають театральні сцени і дозвілля аристократів. Мистецтво доби старанно відверталось від повсякденних і пекучіх проблем.
Вельможі доби рококо поставили за мету щоденні насолоди. Насолодам мали сприяти розкішні інтер'єри палаців і церков, розкішні сукні, черга свят в садах бароко і в павільйонах влітку, а взимку в палацах. Нешляхетний і бідний художник був лише малопомітним глядачем цих свят. Хтось точно зауважив, що картини Ватто нагадують сцени, помічені перехожим з вулиці крізь ґрати розкішних французьких парків, котрі належали аристократам. Ватто лише свідок чужих свят, що не мав прав ні втручатися в них, ні брати там участь.

## Життєпис
Народився в Парижі. Сформувався як художник в перехідну добу від пізнього бароко до рококо. Робив пейзажі, алегоричні композиції та картини з інтер'єрами. 1721 року став членом Королівської Академії. Працював гравером, зробив титульну сторінку до видання про творчість Ваувермана. В останній період життя виконав серію декоративних гравюр з мотивами рококо, котрі використовувались майстрами і ремісниками з виготовлення декору меблів, декору інтер'єрів, текстилю тощо.
Як декоратор працював по замовам деяких аристократів (Мишель Фердинанд Альберт д'Айі, герцог Пікіньї, замовив художнику серію з трьох алегорій наук, що прикрашали його бібліотеку). Виконав декор в монастирі Св. Женев'єви. Є відомості, що створив картину по замові маркізи Помпадур, але твір не сподобався фаворитці короля і це обмежило розвиток кар'єри художника. Відомий автопортрет митця в оточенні родини, на тлі — картина, створена Жаком де Лажу.
Помер в Парижі 1761 року.

## Художня манера

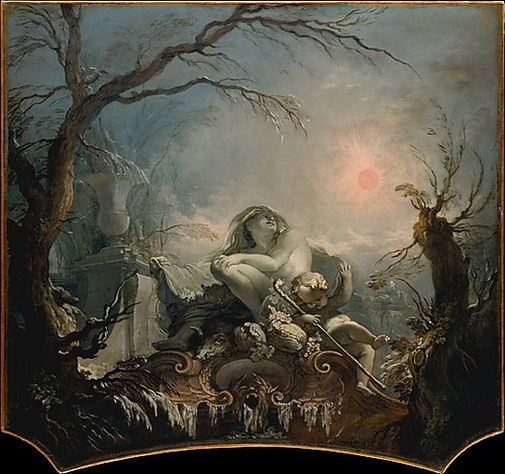
Жак де Лажу молодший. «Алегорія зими»

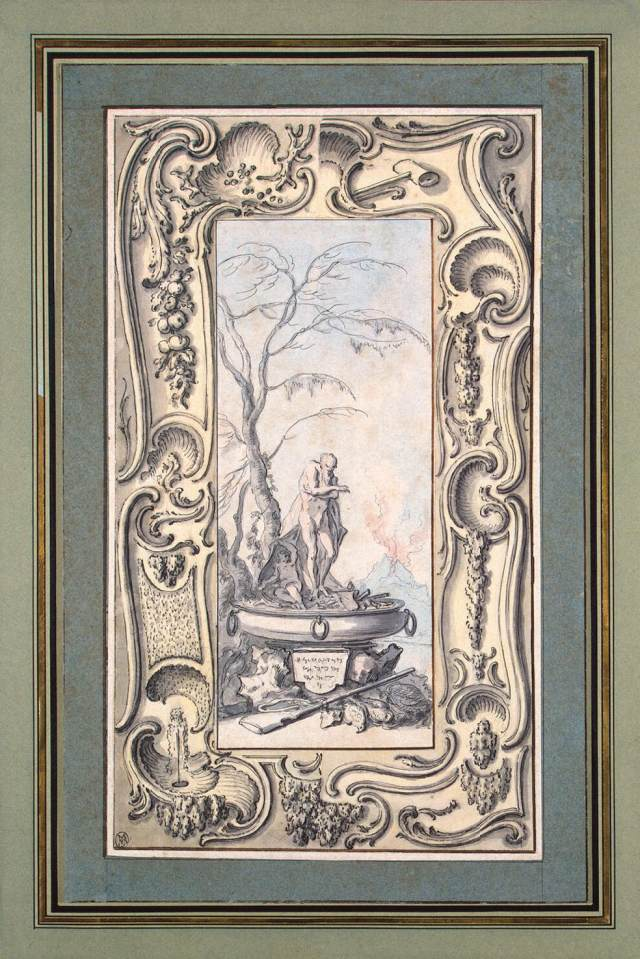
Жак де Лажу молодший. «Скульптура Зими в парку», Ермітаж.

Твори Жака де Лажу зберігали тісний зв'язок з бароко італійського та французького зразка і практично не були зачеплені академічним класицизмом 17 ст. Творчість Жака де Лажу зберігала аристократичний характер і цілком укладалась в вимоги мистецтва рококо, головна мета якого - подобатись і розважати.
Але живопис Жака де Лажу був орієнтований на зображення архітектури, паркових павільйонів і фонтанів, куточків парків, де мешкають ті ж аристократи, що і на картинах Антуана Ватто, Жана-Баттіста Патера, Франсуа Буше. При цьому художник не обмежувався ретельним зображенням архітектури в перспективних скороченнях та відтворенням модного декору. Вім працював в добу Просвітництва, широкого книгодрукування і природознавства, природопізнання. Це знайшло свій відбиток в мистецтві живопису і гравюри. Так, Жак де Лажу створив серію картин з зображеннями алегорій Виховання, Історії, Ботаніки, Оптики, де з традиційною алегорією Історії відтворив власно створену алегорію Оптики (Механіки ?). В графічних аркушах митця є і більш традиційна алегорія Живопису. Алегорії наук Жака де Лажу набули популярності і спонукали до створення копій чи власних композицій другорядними художниками.
Незважаючи на деяку наближеність пейзажів Жака де Лажу до фантазійних пейзажів Франсуа Буше, він зберіг індивідуальний підхід до зображень і несхожість на легковажність манер другорядних майстрів рококо.

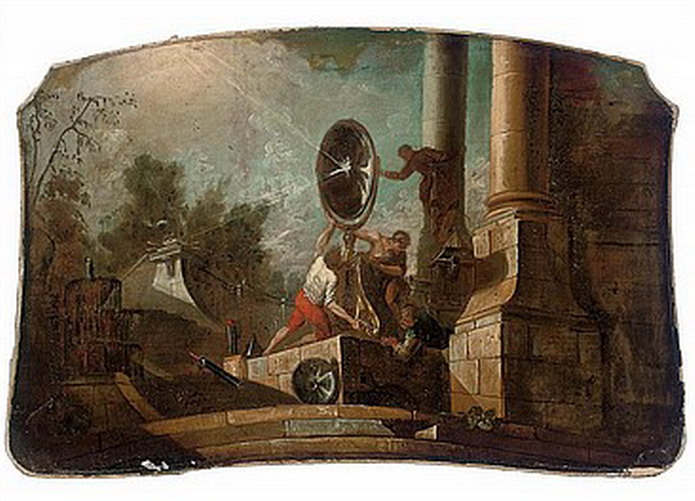
«Алегорія Оптики».
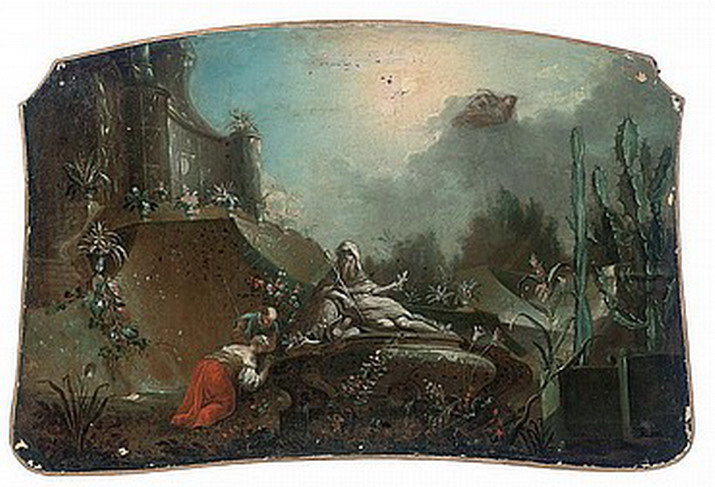
«Алегорія Ботаніки».
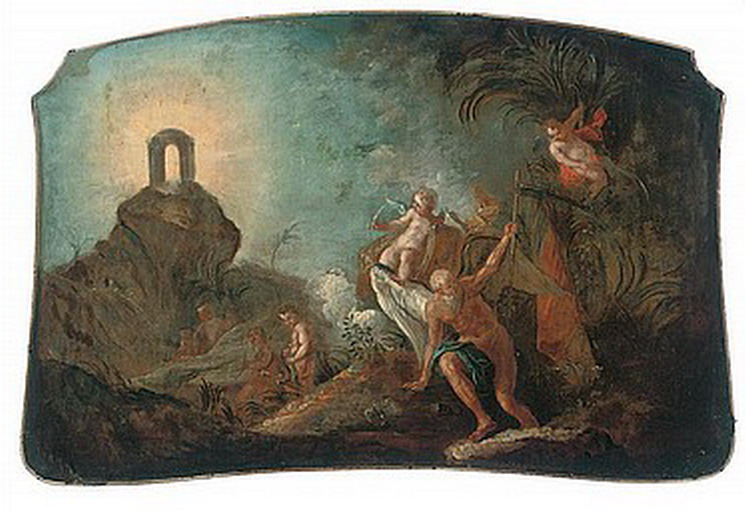
«Алегорія Історії».
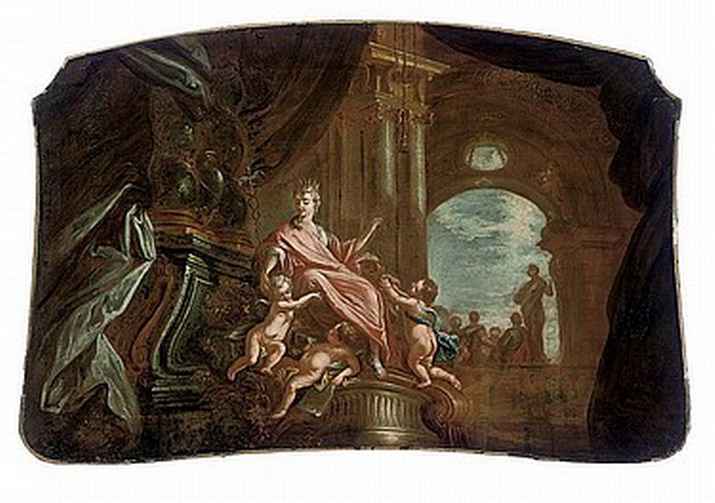
«Алегорія Виховання».

## Вибрані твори
- «Жанрова сцена в парку», Ермітаж

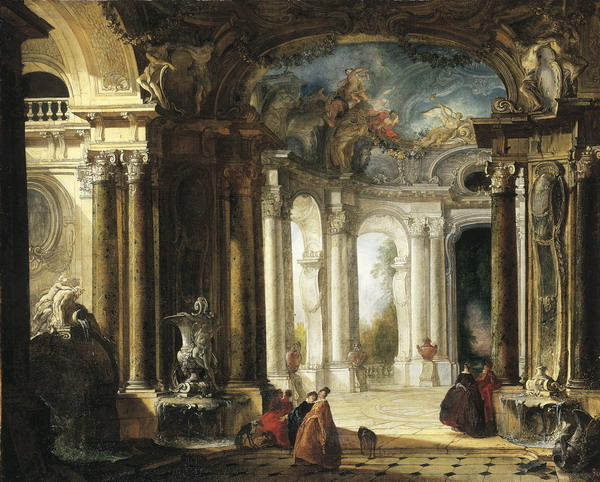
«Інтер'єр барокового палацу з шляхетним товариством біля фонтану»

- «Парк з фонтаном і турецькими елементами»
- «Алегорія астрономії»
- «Кабінет механіка»
- «Побачення біля фонтану»
- «Скутий морозом фонтан»
- «Порт на Середземному морі»
- «Пейзаж з пастухами і обеліском»
- «Фантазійний пейзаж з поруйнованою колонадою»
- «Відпочинок після полювання», Музей образотворчих мистецтв імені Пушкіна, Москва

## Галерея

«Парк з фонтаном і турецькими елементами»
Жак де Лажу молодший. «Побачення біля фонтану»
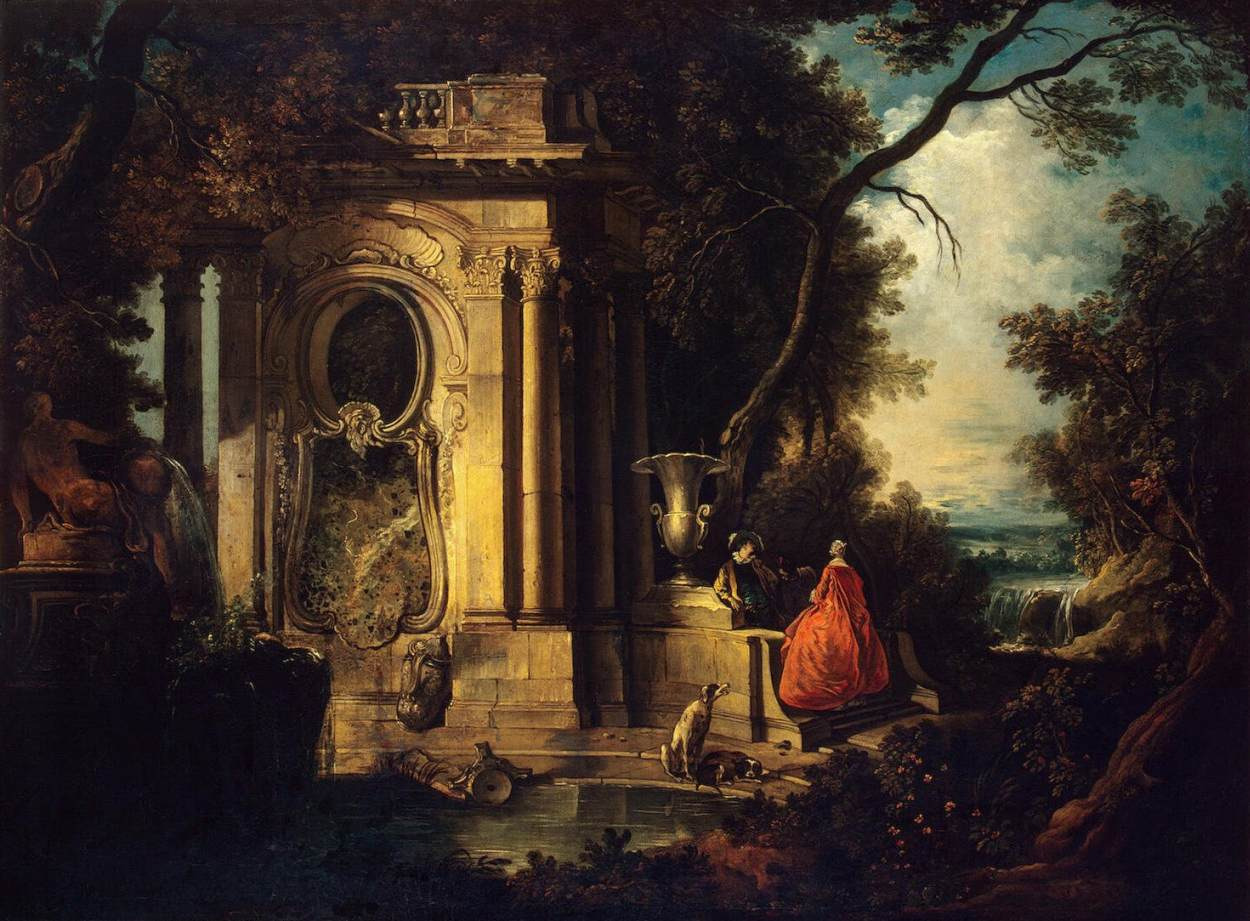
Жак де Лажу молодший. «Сцена в парку»
«Скутий морозом фонтан»
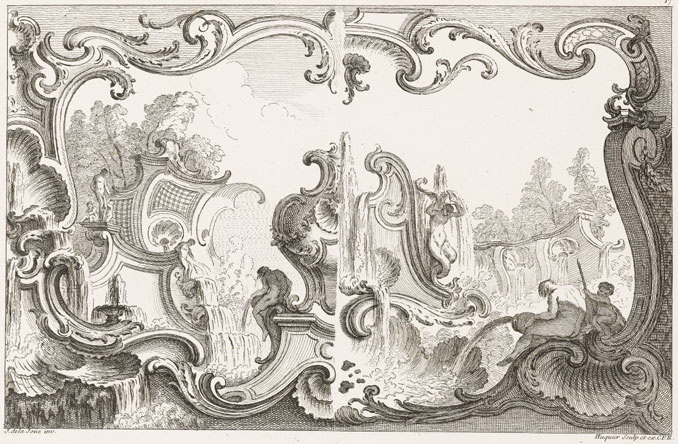
«Подвійний орнамент з фонтаном у фантазійному парку», 1734 р.